# Борови-Млин (Любуське воєводство)
Борови-Млин (пол. Borowy Młyn, нім. Betsche Abbau) — село в Польщі, у гміні Пщев Мендзижецького повіту Любуського воєводства.
Населення — 115 осіб (2011).
У 1975-1998 роках село належало до Гожовського воєводства.

## Демографія
Демографічна структура станом на 31 березня 2011 року:
|          | Загалом | Допрацездатний вік | Працездатний вік | Постпрацездатний вік |
| -------- | ------- | ------------------ | ---------------- | -------------------- |
| Чоловіки | 51      | 9                  | 39               | 3                    |
| Жінки    | 64      | 10                 | 41               | 13                   |
| Разом    | 115     | 19                 | 80               | 16                   |